# Severní distrikt (Izrael)
Severní distrikt (hebrejsky מחוז הצפון‎, mechoz ha-Cafon, arabsky منطقة الشمال‎, mintaqatu-š-Šamál) je jedním z šesti izraelských distriktů. Rozkládá se od Golanských výšin k pohoří Karmel. Golanské výšiny však náleží Sýrii, Izrael je v rozporu s mezinárodním právem okupuje a považuje za vlastní území.

## Demografie
Správním centrem je Nazaret. Ke konci roku 2014 v distriktu žilo 1 358 600 obyvatel, z nichž 630 500 (46,4 %) jsou „Židé a ostatní“ a 728 100 (53,6 %) jsou Arabové.

## Administrativní dělení
| subdistrikt | města                                                                                           | místní rady | oblastní rady |
| ----------- | ----------------------------------------------------------------------------------------------- | --- | --- |
| Akko        | - Akko - Karmiel - Ma'alot-Taršicha - Naharija - Sachnin - Šagor (rozpuštěno) - Šfar'am - Tamra | - Abu Snan - Araba - Bejt Džan - Bi'ina - Bir al-Maksur - Dejr al-Asad - Džudejda-Makr - Džulis - Fassuta - Churfejš - I'billin - Januch-Džat - Javne'el - Jirka - Kabul - Kafr Jasif - Kaukab Abu al-Hidža - Kfar Vradim - Kisra-Sumej - Madžd al-Krum - Mazra'a - Mi'ilja - Nachf - Peki'in - Rama - Sadžur - Ša'ab - Šlomi | - Horní Galilea - Ma'ale Josef - Mate Ašer - Misgav                                                                   |
| Golan       |                                                                                                 | - Buk'ata - Ejn Kinije - Ghadžar - Kacrin - Madždal Šams - Mas'ade | - Golan |
| Jizre'el    | - Afula - Bejt Še'an - Migdal ha-Emek - Nazaret - Nazaret Ilit                                  | - Basmat Tab'un - Bu'ejne-Nudžejdat - Daburija - Ejn Mahil - Iksal - Ilut - Jafa an-Naserija - Ka'abija-Tabaš-Chadžadžra - Kafr Kama - Kafr Manda - Mašhad - Rejne - Ramat Jišaj - Šibli-Umm al-Ganam - Tur'an - Zarzir | - Emek ha-ma'ajanot (dříve Bik'at Bejt Še'an) - Bustán al-mardž - Gilboa - Jizre'elské údolí (Emek Jizre'el) - Megido |
| Safed       | - Kirjat Šmona - Safed                                                                          | - Džiš - Chacor ha-Glilit - Jesud ha-Ma'ala - Metula - Roš Pina - Tuba-Zangarija | - Merom ha-Galil - Mevo'ot ha-Chermon                                                                                 |
| Tiberias    | - Tiberias                                                                                      | - Dejr Channa - Ajlabún - Kafr Kanna - Kfar Tavor - Maghar - Migdal | - al-Batúf - Dolní Galilea - Emek ha-Jarden                                                                           |